# Rio Ardealu
O Rio Ardealu é um rio da Romênia afluente do rio Talna Mică, localizado no distrito de Satu Mare.